# 维克托大道

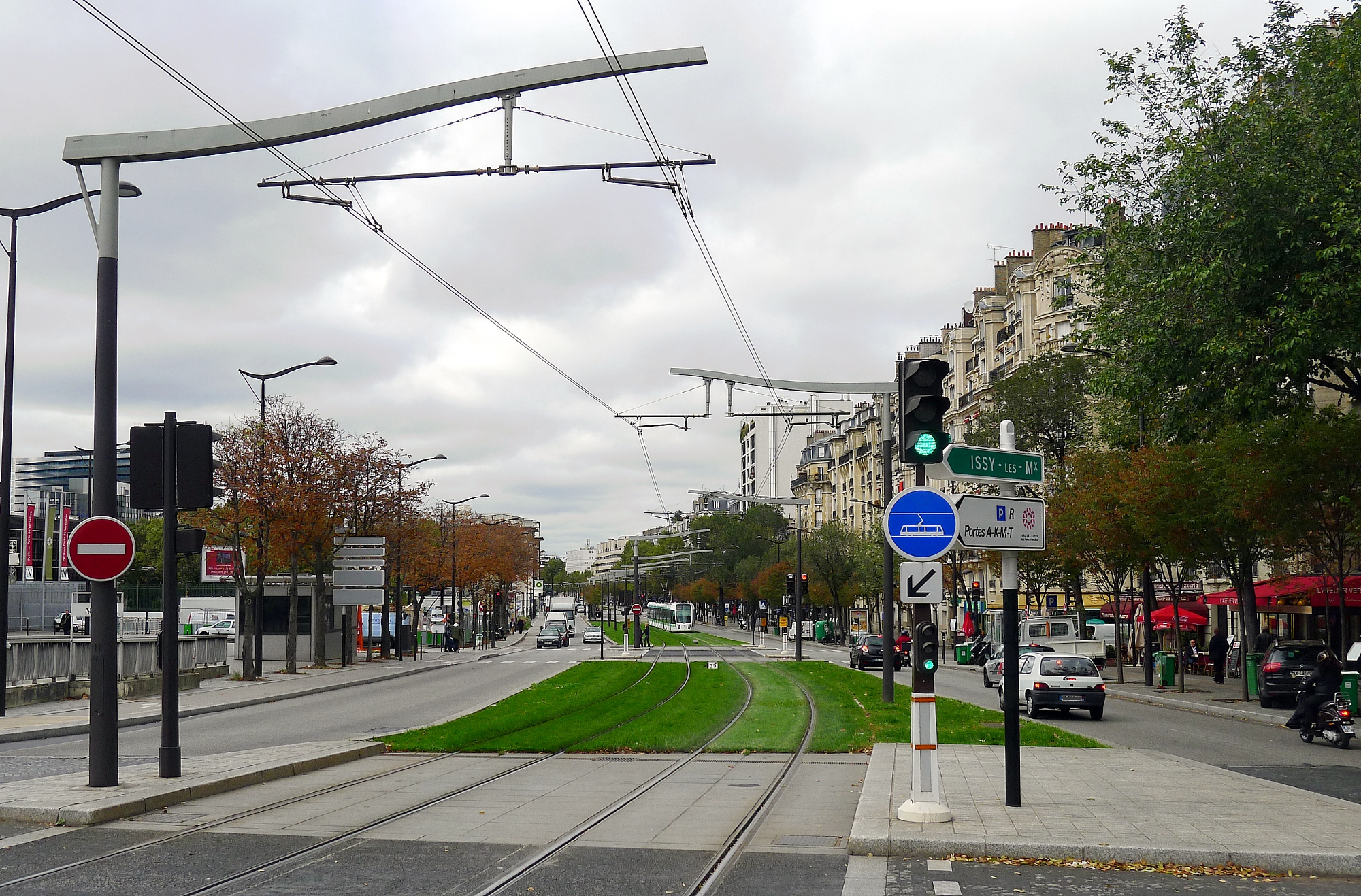
维克托大道凡尔赛门段，路中间是法兰西岛有轨电车3号线a线

维克托大道（Boulevard Victor）是巴黎十五区的一条街道，是巴黎环城的元帅大道（boulevards des Maréchaux）的一部分。它始于马蒂亚尔·瓦林将军大道（Boulevard du Général-Martial-Valin）6号，止于凡尔赛门（porte de Versailles），即沃日拉尔路（rue de Vaugirard）的尽头，然后是勒费弗尔大道（Boulevard Lefebvre）。长894米，宽40-57.5米。
维克托大道的中间是法兰西岛有轨电车3号线a线。

## 名称
维克托大道得名于法国元帅、贝卢诺公爵克劳德·皮尔林·维克托 (1764-1841)。

## 历史
维克托大道是梯也尔城墙内环形道路的一段，1864年3月2日命名。

## 建筑
- 南侧：
  - 24bis，是 航空城大楼（Cité de l'Air） (法国国防部（原航空部），门前是参加两次世界大战的战斗机飞行员乔治·盖内默（Georges Guynemer）雕塑，是路易斯·莱格（Louis Leygue）的作品。
  - 32号，原法国高等航空航天学院，建筑师莱昂·蒂西尔（Léon Tissier），雕塑家亨利·布查德（Henri Bouchard），建于1930年。
  - 体育宫, 一个球形圆顶建筑，建于1960年。

- 北侧：
  - 1号，自2015年以来，是政论刊物"Le Point"的总部。
  - 3号，一座摩登流線型建築（1935年），这是建筑师皮埃尔·帕图尔特（Pierre Patout）的作品[2]，列入历史古迹附加清单[3]，正门上方有阿尔弗雷德·詹尼奥特（Alfred Janniot）雕刻的浮雕，还有雷蒙德·苏比斯（Raymond Subes）制作的铁艺[4]。

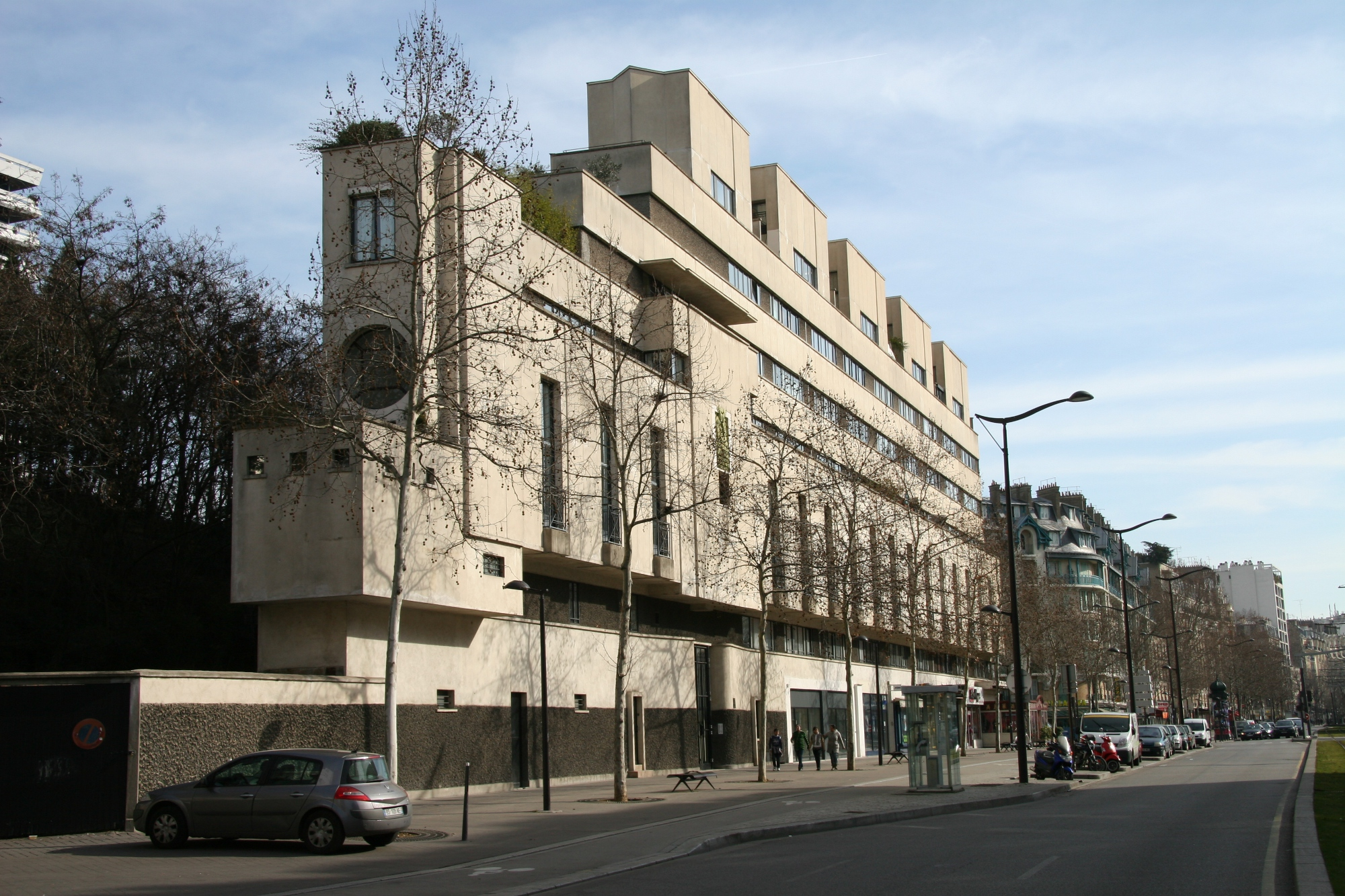
维克托大道3号
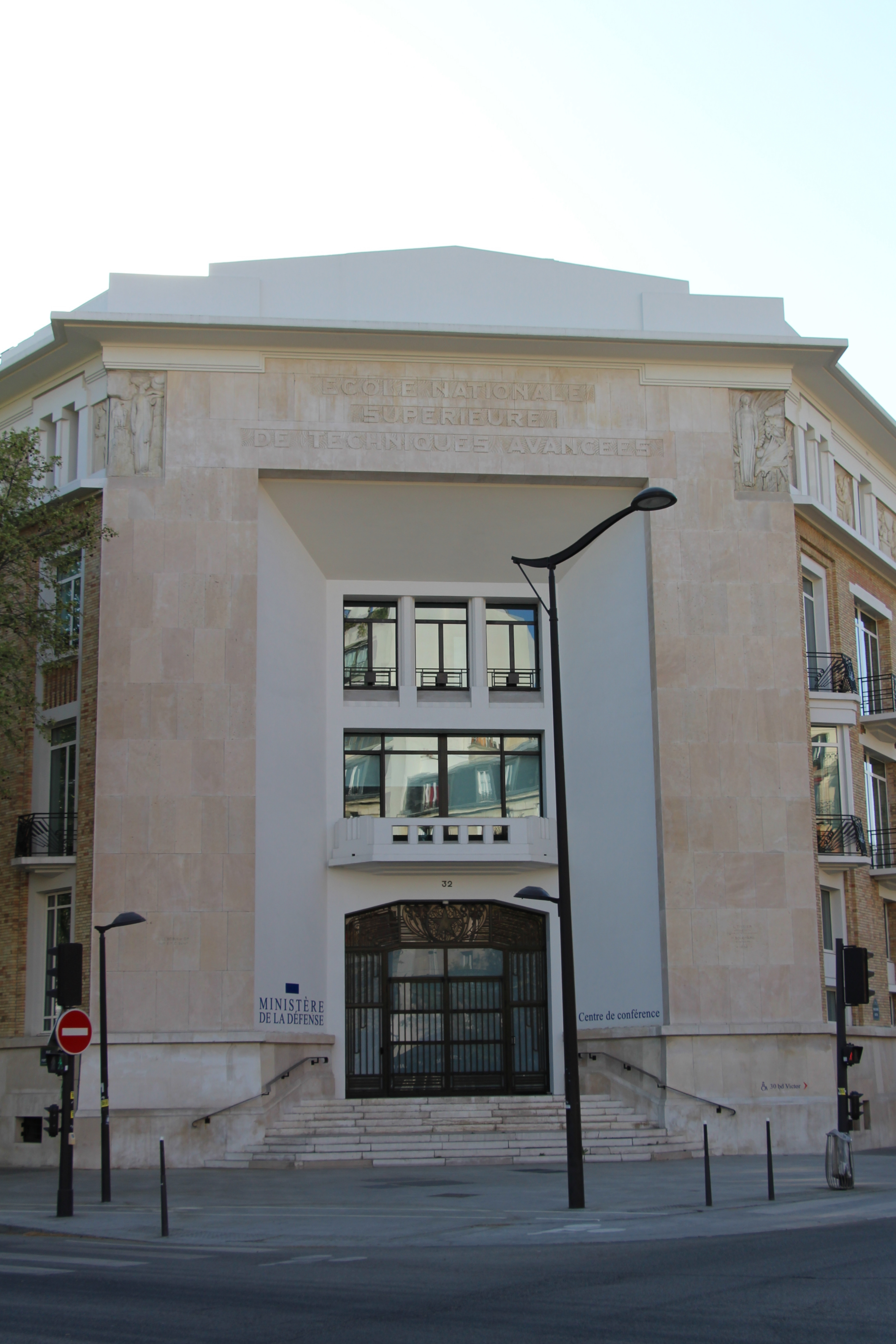
国防部
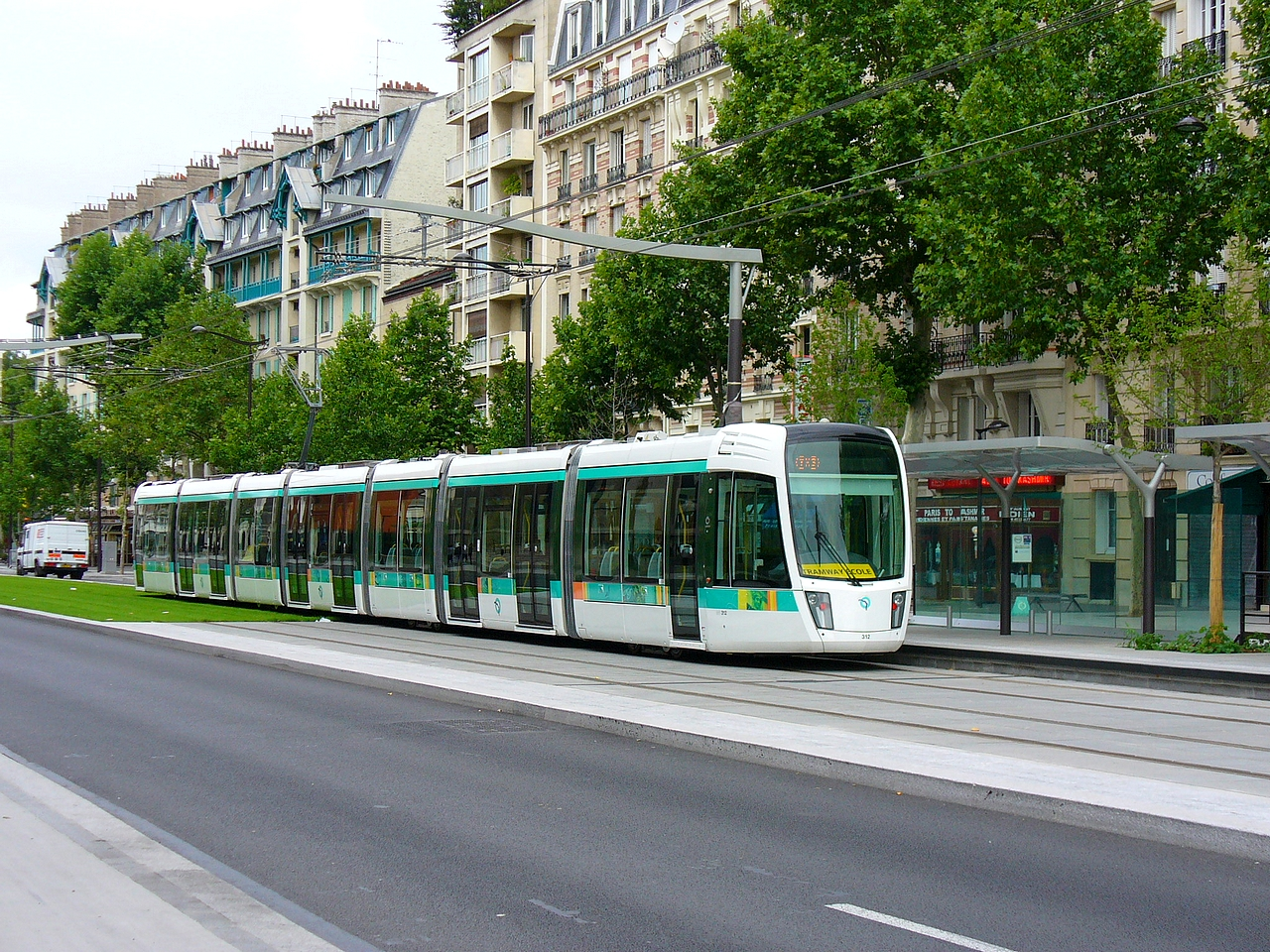
有轨电车3号线a线
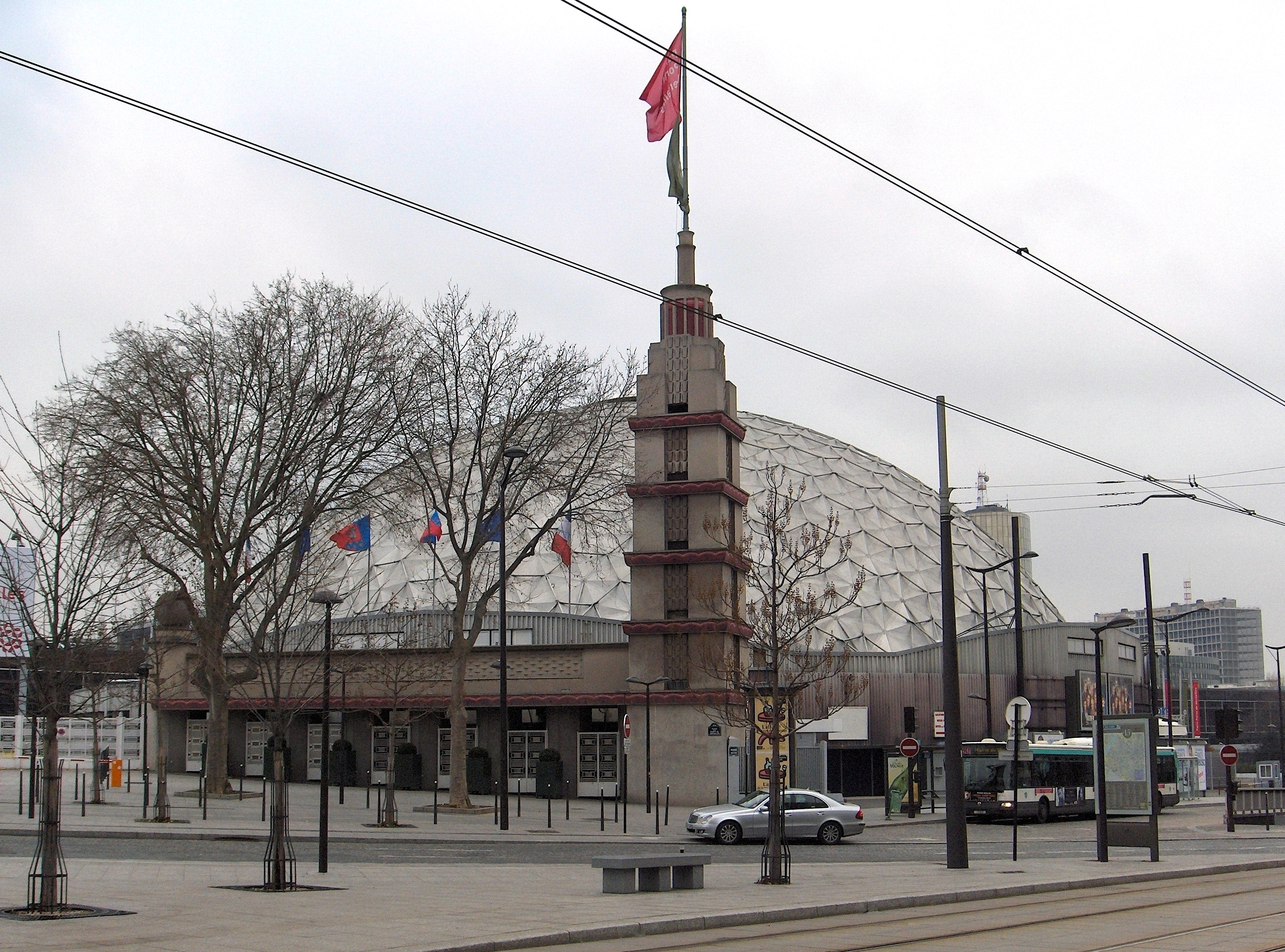
巴黎体育宫
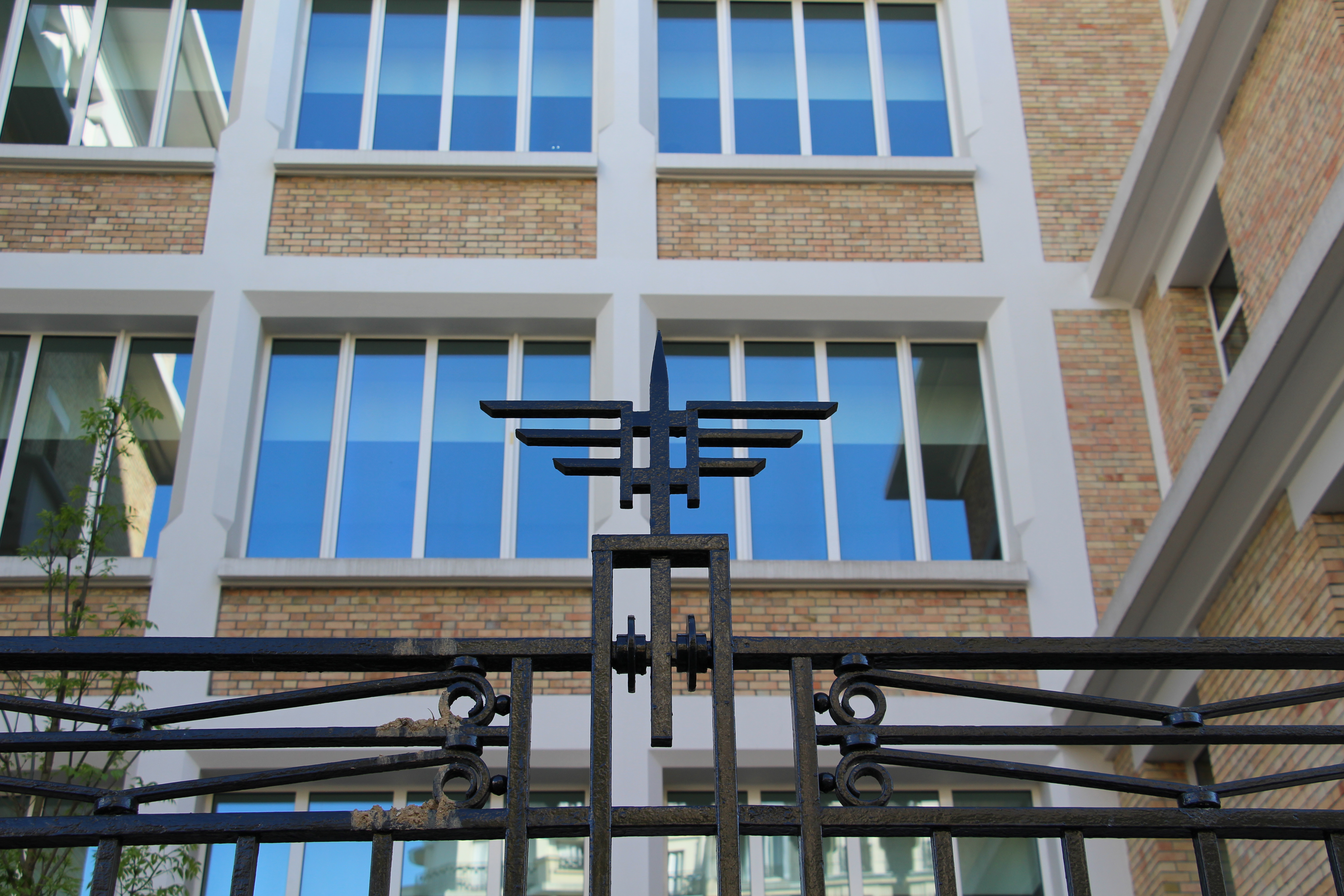
国防部